# Константан
Константан е медно-никелова сплав с типичен състав от около 40% никел и 60% мед. Наречена е така, защото има почти непроменящо се електрическо съпротивление при различна температура. Използва се в електрически нагреватели и измервателни термодвойки. В метеорологията се използват относителни актинометрични уреди, които имат за приемник на радиацията термобатерия от спойки на два метала - мед и константан.